# Cydistomyia atmophora
Cydistomyia atmophora är en tvåvingeart som beskrevs av Taylor 1919. Cydistomyia atmophora ingår i släktet Cydistomyia och familjen bromsar. Inga underarter finns listade i Catalogue of Life.